# Царска купа 1942
Тази страница представя турнира за Царската купа, проведен през сезон 1942.

## Осминафинали
| Напредък (Русе)       | 3:2    | Лом (Лом)         |
| Орел-Чеган 30 (Враца) | 1:5    | СП 39* (Плевен)   |
| ЖСК (Г. Оряховица)    | 0:1    | Орловец (Габрово) |
| Македония (Битоля)*   | 2:1    | ЖСК (Скопие)*     |
| България (Хасково)    | 2:0    | Дражев (Ямбол)    |
| Левски (София)        | почива |                   |
| Спортклуб (Пловдив)   | почива |                   |
| Победа (Варна)        | почива |                   |

- СП 39 – пълно име – Скобелев-Победа 39;
- Участва, тъй като Вардарска Македония и Беломорска Тракия по това време са под административното управление на България.

## Четвъртфинали
| Левски (София)     | 6:0 | България (Хасково)  |  |
| Македония (Битоля) | 0:3 | Спортклуб (Пловдив) |  |
| СП 39 (Плевен)     | 3:0 | Чардафон (Габрово)  |  |
| Напредък (Русе)    | 3:1 | Победа (Варна)      |  |

## Полуфинали
| Напредък (Русе) | 0:1 | Спортклуб (Пловдив) |               |
| СП 39 (Плевен)  | 3:3 | Левски (София)      | втори мач 1:2 |

## Финал
| 3 октомври 1942, гр. София |            |                     |
| Левски (София)             | 3:0 служ.* | Спортклуб (Пловдив) |

- Финалът е прекратен при резултат 3:1 за Левски, когато футболистите на Спортклуб напускат терена в знак на протест срещу решението на съдията да отстрани от игрището техен съотборник.

Голмайстори:
- За Левски: Б. Цветков, В. Спасов и Стоянов;
- За Спортклуб: Ст. Паунов.